# Lepthyphantes vividus
Lepthyphantes vividus là một loài nhện trong họ Linyphiidae.
Loài này thuộc chi Lepthyphantes. Lepthyphantes vividus được J. Denis miêu tả năm 1955.